# جوزيف هاركنيس
جوزيف هاركنيس هو سياسي نيوزيلندي، ولد في 21 يوليو 1850 في جسر باتيلي في المملكة المتحدة، وتوفي في 9 يناير 1930. انتخب عضو مجلس النواب النيوزيلندي ‏.